# Junji Majima
Junji Majima (間島 淳司, Majima Junji, nasceu em 13 de maio de 1978) é um dublador japonês contratado pela I'm Enterprise. Ele nasceu em Nagoia, Aichi.

## Filmografia

### Animes

#### 2002
- Escola de Terror da Meia-Noite - Borocca
- Princess Tutu - Participante fúnebre (ep 4), Townsperson B (ep 6)

#### 2003
- Síndrome BASToF - Falso
- Princesa Sucateada - Forsyth

#### 2004
- Uta∽Kata - Kōji (ep 3)
- Destino da Donzela do Santuário - Souma Oogami
- Turno do macaco - Takehiro Doguchi
- Macaco Turn V - Takehiro Doguchi
- Rozen Maiden - Yamamoto (ep. 5-10)

#### 2005
- Máscara de vidro - Gotou (ep 11-14), Grand Chamberlain (ep 15)
- Tela 2: Niji Iro no Sketch - Shouta Hajizume
- Orquestra Gunparade - Hiroshi Ishizuka
- Melhor Conselho Estudantil - Amigo B (ep 8), Estudante do sexo masculino 3 (ep 10), Estagiário (ep 9)
- Shakugan no Shana - Estudante do sexo masculino A (ep 9)
- Shuffle! - Pai (ep 17)
- ToHeart2 - Estudante do sexo masculino (ep 3)
- Trinity Blood - Tom (ep 21)
- Fushigiboshi no Futago Hime - Haru
- Mel e Trevo - Amigo C (ep 1)
- Rozen Maiden: Träumend - Yamamoto, conde da garça-branca-grande (ep 10)

#### 2006
- Tesoura de abóbora - Hans
- Disgaea - Prinny, Raminton
- MÄR - Mercury
- Wan Wan Serebu Soreyuke! Tetsunoshin - Hanzo

#### 2007
- Gintama - Jogador de Mahjong Lendário (ep 49)
- Empréstimo-zumbi - Yoshizumi
- Fórmula Gigante de Kishin Taisen - Yohichi Yoshino
- Anjos Despedaçados - Jin Oogami, DJ (ep 8)
- Goshūshō-sama Ninomiya-kun - Shungo Ninomiya
- Kodomo no Jikan - Daisuke Aoki
- Shugo Chara! - Yū Nikaido
- Sky Girls - Rei Hizuki
- Rugido tático - diretor executivo Coleman / Coleman II (eps 5-12)
- Deltora Quest - Manus

#### 2008
- Aria the Origination - Underclassman D (ep 9)
- Golgo 13 - Marido (ep 10)
- Shugo Chara! ! Doki - Yū Nikaidō
- Toradora! - Ryuji Takasu
- Nogizaka Haruka no Himitsu - Shute Sutherland, Takashi Ogasawara

#### 2009
- Asura Cryin' - Shuu Mahiwa
- Asura Cryin '2 - Shuu Mahiwa
- Umi Monogatari ~ Anata ga Ite Kureta Koto ~ - Sam
- Saga da Guin - Simon (ep 14)
- Hell Girl: Three Vessels - Tomohide Matsuda (ep 23)
- Harém Samurai: Asu no Yoichi - Uzumaru Mizunagi (ep 7)
- Sora no Manimani - Takeyasu Roma
- Nogizaka Haruka no Himitsu: Purezza - Shute Sutherland

#### 2010
- Inazuma Eleven - Teres Tolue, Goushu Flare, Winel (ep 109)
- Ore no Imōto com Konnani Kawaii Wake ga Nai - Kōhei Akagi
- A Lenda dos Heróis Lendários - Shuss Shiraz
- Certo canhão ferroviário científico - professor Daigo (eps 18-20)
- Nura: Ascensão do Clã Yokai - Karasu Tengu
- Fairy Tail - Piloto
- Mayoi Neko Superação! - Daigorō Kōya

#### 2011
- Isso é um zumbi? - Ayumu Aikawa [1]
- Tamayura - Hitotose - Kazutarō Dōgō
- Nura: Ascensão do Clã Yokai: Capital Demoníaca - Karasu Tengu
- Hanasaku Iroha - Tōru Miyagishi
- Aria, a munição escarlate - Kinji Tōyama
- Beyblade: Fúria do Metal - Cycnus

#### 2012
- Cardfight! ! Vanguarda: Galinha do Circuito Asiático - Cristal
- Kuromajyo-san ga Tōru! ! - Matsuoka-sensei
- Isso é um zumbi? dos Mortos - Ayumu Aikawa
- Diga "eu te amo." - Masashi Tachikawa
- Escute-me, meninas. Eu sou seu pai! - Shuntarō Sako
- Btooom! - Hitoshi Kakimoto

#### 2013
- Cardfight! ! Vanguarda: Link Joker Hen - Vice-Presidente Itsuki Suwabe
- Samurai Flamenco - Jovem (ep 6)
- Tamayura - Mais Agressivo - Kazutarō Dōgō
- Certo canhão ferroviário científico S - Haruki Aritomi
- Nagi no Asukara - Shiodome de Itaru
- Puchimas! Petit Idolmaster - Produtor

#### 2014
- Akame ga KILL! - Corre
- Amigos de uma semana - Jun Inoue, colega de classe (ep 5)
- Cardfight! ! Vanguarda: Galinha-Mate da Legião - Vice-Presidente Itsuki Suwabe
- Recentemente, minha irmã é incomum - Yūya Kanzaki [2]
- Shirobako - Yuuichirou Shimoyanagi
- Ignição Z / X - Sir Garmatha
- Daitoshokan no Hitsujikai - Kyōtarō Kakei
- DRAMAtical Murder - Vírus
- Haikyu! ! - Takehito Sasaya (eps 17-18)
- Chaika - a princesa do caixão - Toru Acura
- Chaika - A Batalha Vingativa da Princesa do Caixão - Toru Acura
- Pokémon XY - Hajime
- Magimoji Rurumo - Senpai
- Love Stage! ! - Tenma Hidaka
- Log Horizon 2 - Roreil Dawn

#### 2015
- Aria, a munição escarlate AA - Kinji Tōyama
- Sala de aula do assassinato - Ryūnosuke Chiba [3]
- Itoshi no Muco - Ushikō-san
- Overlord - Herói
- Charlotte - Yoshiyuki Omura
- Guerras gastronômicas: Shokugeki no Soma - Hitoshi Sekimori
- Parada da Morte - Shigeru Miura
- Gangsta - Emilio Benedetto
- Os arquivos do caso Kindaichi - Hikaru Tsukimizato (eps 38-41)
- Espíritos de Batalha Burning Soul - Hanzō Hyakki
- Monstro Musume - Kimihito Kurusu [4]
- Cometa Lúcifer - Alfried Maccaran
- É errado tentar pegar garotas em uma masmorra? - Takemikazuchi

#### 2016
- Alderamin no céu - Matthew Tetdrich [5]
- Segunda Temporada da Sala de Aula de Assassinato - Ryūnosuke Chiba
- Drifters - Shara
- A Vila Perdida - Manbe e Yottsun
- Lostorage incitou o WIXOSS - Sō Sumida [6]
- Regalia: As Três Estrelas Sagradas - Johnny Muppet
- Tōken Ranbu: Hanamaru - Nikkari Aoe [7]
- Shūmatsu no Izetta - Tobias [8]
- Malandro - Naoki Aragaki

#### 2017
- A Família Excêntrica - Júnior [9][10]
- Koro-sensei Q! - Ryūnosuke Chiba
- ACCA: Departamento de Inspeção de 13 Territórios - Harrier (ep 10)
- Kirakira PreCure a la Mode - Daisuke Tatsumi
- Rin-ne - Suguru Egawa
- Cavaleiro e Magia - Knut Dixgard (jovem)
- Redefinição da Sagrada - Seijirō Urachi
- Frente de batalha do bloqueio de sangue e além - Yurian (Ep. 6)
- Tomica Hyper Rescue Drive Cabeça Kidō Kyūkyū Keisatsu - Hayato Isurugi

#### 2018
- O trabalho do Ryuo nunca é feito! - Yoshitsune Kuruno
- Registro de Guerra de Grancrest - Jade
- A Aventura Bizarra de JoJo: Vento de Ouro - Rosto de Melone / Bebê [11]
- Sirius, o Jaeger - Hideomi Iba

#### 2019
- Notas de Grimms a animação - Robin Hood
- Prodígios do ensino médio são fáceis mesmo em outro mundo - Masato Sanada

#### 2020
- Revisores entre espécies - Stunk

### Animação em vídeo original (OVA)
- Kodomo no Jikan Nigakki (xxxx) - Daisuke Aoki
- Kodomo no Jikan: Anata ga Watashi no Kureta Mono (xxxx) - Daisuke Aoki
- Memórias desativadas (xxxx) - Shin Inaho
- Memories Off 2nd (xxxx) - Shin Inaho
- Memories Off 3.5 - Omoide no Kanata e (xxxx) - Shin Inaho
- Nana Faz Kaoru (xxxx) - Kaoru Sugimura
- Utawarerumono (xxxx) - Gomuta
- Kagaku na Yatsura (xxxx) - Haruki Komaba
- Assim falou Kishibe Rohan (2018) - Gunpei Kamafusa (ep. 2) [12]

### Animação teatral
- Hanasaku Iroha: Lar Doce Lar (2013) - Tōru Miyagishi

### CDs de drama
- Akiyama-kun - Yuuji Akiyama
- Iberiko Buta para Koi e Tsubaki - Tsubaki
- Kannazuki no Miko: Kimi no Mau Butai - Souma Oogami
- NightS - Responder - Seki
- Otaku no Musume-san - Nitta Chihiro (Nicchi-senpai)
- Subete no Koi wa Yamai Kara - Shiina
- Drama original de Utawareru Mono: Tuskuru no Nairan - Kimamaw
- Yandere Kanojo - Tanaka Manabu

### Videogames
- Viagem de Akiba - Nobu-kun
- Borda transversal - Prinny
- Dengeki Gakuen: Cruz de Vênus - Ryuuji Takasu
- Disgaea 2 - Prinny e Shura-n
- Disgaea 5: Alliance of Vengeance - Christo e Prinny
- Disgaea: Hora das Trevas - Prinny e Seraph Lammington
- Disgaea D2: uma escuridão mais brilhante - Seraph Lammington
- Dragon Ball Xenoverse - Patrulha do Tempo (Masculino 7)
- Emblema de Fogo: Caminho do Esplendor, Emblema de Fogo: Amanhecer Radiante - Cavaleiro Negro
- Emblema de Fogo: Amanhecer Radiante - Zelgius
- Heróis do Emblema de Fogo - Cavaleiro Negro, Eldigan, Jeorge, Karel, Oscar, Sothe e Zelgius
- Genji: Amanhecer do Samurai - Saburouta
- GetAmped2 - Mike Davis
- Gokuraku Parodius - Pentarou e Nohusuky
- Granado Espada - Gavin
- Grand Chase: Chaser Dimensional - Ercknard Sieghart
- Palácio Real de Ikemen: Cinderela à meia - noite - Giles Christophe
- Inazuma Eleven 3 Sekai e no Chousen - Teres Torue
- Série Memórias Fora - Shin Inaho (Ele também dublou vários outros personagens que apareceram na mesma série, não apenas Shin)
- Bravo fantasma - Rafael
- Pokémon Shuffle - Trapinch, Vibrava e Flygon
- Pokémon X e Y - Trapinch, Vibrava e Flygon
- Espíritos Samurais Tenkaichi Kenkyakuden - Galford D. Weller, Sogetsu Kazama e Shiro Tokisada Amakusa
- Lágrimas para Tiara II: Herdeiro do Soberano - Dion
- Tori no Hoshi: Planeta Aérea - Prinny
- Touken Ranbu - Nikkari Aoe
- Universo da Trindade - Prinny

### Tokusatsu
- Kamen Rider × Kamen Rider Wizard &amp; Fourze: Movie War Ultimatum (xxxx) - Outros Kamen Riders (voz de Atsushi Tamaru e Hideki Tasaka )

### Romances visuais para adultos
Sob o nome Kiya Suga (須賀 紀哉, Suga Kiya)  .
- AliveZ - Mukuro Kanza
- eden * PLUS + MOSAICO - Ryō Haruna
- Código secreto do jogo: Revisão - Shuhei Fujita
- Freaks do revestimento do açúcar - Gino Gransyrto Ruritania
- Pastel Chime Continue - Baret Enorme
  - Pascha C ++ - Baret enorme
- Ani completo - Yū Morozumi
- DRAMAtical Murder - Vírus

### Dublagem
- Agosto - Joshua Sterling
- O Conclave - Rodrigo Borgia
- Hot Wheels AcceleRacers - Kurt Wylde
- Corrida Mundial de Hot Wheels - Kurt Wylde
- Kamen Rider: Cavaleiro Dragão - Brandon
- Cavaleiro adolescente - Ben
- Saiba mais Ben Mitchell

## Outras aparições

### Rádio
- Radio Kannazuki (RADIO神無月)
- Radio Kyōshirō (RADIO京四郎) (August 30, 2006 — present)
- ToradoRadio! (とらドラジオ!)